# キック アンド ラン
『キック アンド ラン』 (Kick And Run) は、タイトーから1986年にリリースされたアーケードゲーム。ジャンルはスポーツゲーム（サッカーゲーム）。
1988年にはファミリーコンピュータ ディスクシステム用ソフトとして発売された他、アーケード版はPlayStation 2用ソフト『タイトーメモリーズII 上巻』（2007年）に収録されて発売された。

## ゲーム内容

### システム
8方向レバー、2ボタン（ボタンA、ボタンB）で自分のチームを操作。
後半戦で点数が同点になると、PK戦が行われる。これに勝利しないとゲームオーバーになる。

## 登場チーム
チームは全部で7チームが登場している。
JAPAN
当たり障りの無いチーム。
W.GERMANY
シュートスピードはピカイチ。
ITALY
キックアンドダッシュ！華麗な技を見せる。
ENGLAND
ハイパワーサッカー！元祖サッカー野郎。
BRAZIL
キープが抜群！ドリブルし、1人持っていく。
ALGENTINE
バランスの良いチーム。
U.S.A
フィールドのチーターと呼ぶ。

## 移植版
| No. | タイトル                                   | 発売日        | 対応機種         | 開発元   | 発売元   | メディア           | 型式       | 売上本数 | 備考                       |
| --- | ------------------------------------------ | ------------- | ---------------- | -------- | -------- | ------------------ | ---------- | -------- | -------------------------- |
| 1   | キック アンド ラン                         | 1988年9月13日 | ディスクシステム | タイトー | タイトー | ディスクカード両面 | TFD-KIC    | -        |                            |
| 2   | タイトーメモリーズII 上巻                  | 2007年1月25日 | PlayStation 2    | タイトー | タイトー | DVD-ROM            | SLPM-66649 | -        | アーケード版の移植         |
| 3   | エターナルヒッツ タイトーメモリーズII 上巻 | 2008年6月26日 | PlayStation 2    | タイトー | タイトー | DVD-ROM            | SLPM-55017 | -        | 廉価版、アーケード版の移植 |

## 評価
ファミリーコンピュータ版
- ゲーム誌『ファミコン通信』の「クロスレビュー」では合計22点（満40点）となっている[1]。

- ゲーム誌『ファミリーコンピュータMagazine』の読者投票による「ゲーム通信簿」での評価は以下の通りとなっており、14.60点（満25点）となっている[3]。

| 項目 | キャラクタ | 音楽 | 操作性 | 熱中度 | お買得度 | オリジナリティ | 総合  |
| 得点 | 3.00       | 2.80 | 2.90   | 3.00   | -        | 2.90           | 14.60 |

- ゲーム誌『ユーゲー』では、「ボールを浮かせてからのオーバーヘッドや、センタリングに飛び込むダイビングヘッドなど、簡単操作で豪快なプレイを再現できた」、「当時はまだ珍しかった2人協力プレイも魅力」と評している[4]。